# Escut i bandera d'Albalat de Cinca
L'escut i la bandera d'Albalat de Cinca (en castellà i oficialment Albalate de Cinca, en aragonès Albalat de Cinca) són els símbols representatius del municipi aragonès d'Albalat de Cinca (Cinca Mitjà).
L'escut oficial d'Albalat de Cinca té el següent blasonament:
| « | Escut quadrilong de base circular. En camp d'atzur, una ala d'argent carregada d'una torrassa en el seu color. Per timbre, corona reial tancada. | » |

## Bandera d'Albalat de Cinca
La bandera oficial d'Albalat de Cinca té la següent descripció:
| « | Drap rectangular, de dimensions 2:3, de color atzur, al centre del qual s'inscriu una losange blanca, dins la qual es representa l'escut municipal. | » |

## Història
L'escut va ser aprovat per DECRET 235/1994, de 28 de desembre, de la Diputació General d'Aragó, pel qual s'autoritza a l'Ajuntament d'Albalat de Cinca, de la província d'Osca, per modificar el seu escut heràldic i adoptar la seva bandera municipal.